# Cristina Iovu
Cristina Iovu (Chisináu, 8 de noviembre de 1992) es una deportista moldava que compitió en halterofilia (hasta 2012 por Moldavia, en 2013 por Azerbaiyán y desde 2016 por Rumanía).
Participó en los Juegos Olímpicos de Londres 2012, obteniendo una medalla de bronce en la categoría de 53 kg; medalla que perdió posteriormente por dopaje.
Ganó tres medallas en el Campeonato Europeo de Halterofilia entre los años 2009 y 2016.

## Palmarés internacional
| Representando a Moldavia |                       |                  |           |
| Juegos Olímpicos         |                       |                  |           |
| Año                      | Lugar                 | Medalla          | Categoría |
| 2012                     | Londres (Reino Unido) | DSC              | 53 kg     |
| Campeonato Europeo       |                       |                  |           |
| Año                      | Lugar                 | Medalla          | Categoría |
| 2009                     | Bucarest (Rumania)    | Medalla de plata | 48 kg     |
| 2012                     | Antalya (Turquía)     | Medalla de oro   | 53 kg     |
| Representando a Rumania  |                       |                  |           |
| Campeonato Europeo       |                       |                  |           |
| Año                      | Lugar                 | Medalla          | Categoría |
| 2016                     | Førde (Noruega)       | Medalla de oro   | 53 kg     |